# فتق أمياند
فتق أمياند هو شكلٌ نادرٌ من أشكال الفتق الإربي (أقل من 1% من الفتق الإربي) والذي يحدث عندما يتم تضمين الزائدة الدودية في كيس الفتق ويصبح مسجونًا. الحالة مرض مسمى سمي على اسم الجراح الفرنسي كلوديوس أمياند (1660-1740)، الذي أجرى أول عملية استئصال للزائدة الدودية ناجحة في عام 1735.
يتم تشخيص معظم الحالات أثناء الجراحة ونادرًا ما يتم التشخيص قبل الجراحة في مثل هذه الحالات. يجب أن تكون الإدارة فردية وفقًا لمرحلة التهاب الزائدة الدودية ووجود تعفن الدم وعوامل الاعتلال المشترك. يجب أن يعتمد القرار على عوامل مثل عمر المريض، وحجم وتشريح الزائدة الدودية، وفي حالة التهاب الزائدة الدودية يجب أن يكون استئصال الزائدة الدودية القياسي ،والتهاب الفتق بدون شبكة هو معيار الرعاية.
عادة ما يتم تشخيص فتق أمياند بالخطأ على أنه فتق معتاد في السجن. قد تحدث أعراض تشبه التهاب الزائدة الدودية. يتكون العلاج من الجمع بين استئصال الزائدة الدودية وإصلاح الفتق.تحدد الحالة الالتهابية للملحق نوع إصلاح الفتق ،والنهج الجراحي. لا يفضل استئصال الزائدة الدودية العرضي في حالة التذييل الطبيعي.